# Finnische Invasion in Ostkarelien
Die Finnische Invasion in Ostkarelien erfolgte 1941 im Rahmen des finnischen Fortsetzungskrieges im Zweiten Weltkrieg. Sie begann zwei Monate nach der ersten Phase, der Finnischen Offensive an der Karelischen Landenge, am 4. September 1941 und führte bis 6. Dezember zur Eroberung Ostkareliens. Finnland hielt die Provinz bis zur sowjetischen Gegenoffensive (Wyborg-Petrosawodsker Operation) im Sommer 1944.
Mit der Invasion verfolgten die Finnen das Ziel, eine Linie gut zu verteidigender Wasserlinien und Landengen zu erreichen und westlich von diesen einen Puffer aufzubauen, der das engere Staatsgebiet vor sowjetischen Gegenangriffen schützen sollte.

## Vorgeschichte
Nach dem Verlust der Provinz Karelien an die Sowjetunion im Winterkrieg begann das besiegte Finnland Ende 1940 ein enges Zusammenwirken mit dem Deutschen Reich, nachdem für einen zukünftigen Krieg keine ausreichende Hilfe von Seite des westlichen Nachbarn Schweden und den Westalliierten zu erwarten war. Die Operationen in Nordfinnland waren in einer Vereinbarung vom 25. Mai 1941 der deutschen Wehrmacht übertragen worden, die ab 5. Juni 1941 mit dem Unternehmen Blaufuchs begann. Diese Aktion überführte bis 14. Juni annähernd 30.600 deutsche Soldaten nach Finnland.
Südlich dieses Bereichs hatten die Finnen zunächst eine defensive Strategie verfolgt. Allerdings wurde bald nach dem deutschen und in Nordkarelien deutsch-finnischen Überfall auf die Sowjetunion eine unerwartete Schwäche der Roten Armee klar. Mannerheim schwenkte daraufhin zu einer offensiven Kriegsführung um, deren südlicher Zweig die Offensive an der Karelischen Landenge und deren mittlerer die Invasion in Nordkarelien war. Weiter nördlich ging die 14. finnische Division mit vergleichsweise geringen Kräften gegen die dort ebenfalls sehr dünn aufgestellten sowjetischen Truppen vor.

### Führung und Aufmarschplanung
Nach den Plänen des finnischen Oberkommandos hatte das 6. Korps (General Talvela) an der östlichen Küste des Ladogasees nach Südosten vorzugehen, während links davon das 7. Korps (General Hägglund) zuerst den wichtigen Straßenknoten von Prjascha nehmen und dann alle Kräfte auf Petrosawodsk vorführen sollte.
Die finnischen Streitkräfte standen unter dem Oberbefehl von Generalleutnant Axel Erik Heinrichs; als dessen Generalstabschef fungierte Oberst Tapola. Am weitesten im Süden operierte vor Beginn des Angriffs das 6. Korps unter Generalmajor Paavo Talvela, das über zwei Divisionen (5. und 17. Division) an vorderster Front und die Gruppe Lagus (bestehend aus 1. Jäger-Brigade und Teilen der 5. Division) unter Oberst Ruben Lagus als mobile Reserve verfügte. In der Mitte hatten die Finnen das 7. Korps unter Generalmajor Woldemar Hägglund stehen, das zunächst über zwei Divisionen (1. und 11. Division) verfügte, bald aber mit der 7. Division verstärkt wurde. Weiter nördlich operierte die Gruppe Oinonen (1. Kavallerie- und 2. Jäger-Brigade) unter Generalmajor Oinonen zusammen mit der deutschen 163. Infanterie-Division (Generalleutnant Engelbrecht). Am weitesten im Norden befand sich die Kampfgruppe Kuussaari unter Oberstleutnant Eero Kuussaari.
Die gegenüberliegenden sowjetischen Streitkräfte bestanden aus der 7. Armee unter Generalleutnant Filipp Danilowitsch Gorelenko, die in zwei Kampfgruppen aufgeteilt operierten. Die Operationsgruppe Olonez befand sich im Süden und die Operationsgruppe Petrosawodsk sicherte in der Mitte.

## Verlauf
Die finnische Ostkarelien-Armee begann die Offensive am 4. September mit Schwerpunkt entlang des Onegasees und gegen Petrosawodsk mit dem Ziel, den Fluss Swir zu erreichen. Die finnische 5. Division durchbrach schnell die sowjetische Verteidigung und überquerte den Fluss südlich von Tuloksa. Weitere Teile der 5. Division und die 17. Division führten Angriffe beidseitig von Nurmolizy (Nurmoila), das von der 3. sowjetischen Milizdivision verteidigt wurde. Durch Angriffe von Süden und Norden zwangen die Finnen die dort verteidigenden sowjetischen Truppen, sich trotz starker Feldbefestigungen nach Osten zurückzuziehen. Der Vorstoß der Kampfgruppe Lagus erreichte den Swir am 7. September gegenüber von Lodeinoje Pole. Am selben Tag wurde die Eisenbahnlinie nach Murmansk von der finnischen 17. Division abgeschnitten. Am 13. September drangen die Finnen in Swirstroi ein und eroberten die dortige Eisenbahnbrücke über den Fluss Swir. Der Vormarsch der finnischen 11. Division in Richtung Prjascha stieß auf starken sowjetischen Widerstand, sie konnte jedoch durch die Wälder vorrücken und die verteidigenden Sowjets umzingeln. Die 11. Division besetzte Prjascha am 8. September, während südlich davon die finnische 1. Division vorrückte. Die Finnen brachten weitere Verstärkung in Form der 4. Division nach vorne, die den Vorstoß auf der Straße vom Sjamozero-See nach Petrosawodsk verstärkte. Bis zum 14. September stießen die Finnen zunächst auf heftigen Widerstand, durch die zahlenmäßige Überlegenheit in diesem Abschnitt schafften es die Finnen aber, die verteidigende sowjetische 313. Schützendivision zum Rückzug zu zwingen. Die Finnen eroberten am 19. September das Dorf Markkila, konnten aber trotz wiederholter Versuche die Verteidigung der sowjetischen 313. Schützendivision bei Besowez (Pesoutsa) nicht durchbrechen.
Am 22. September rückte das finnische 6. Korps weiter zum Swir vor, besetzte Podporoschje und nahm dort Verteidigungsstellungen ein. Der Vormarsch der finnischen 11. Division erreichte die Stadt Petrosawodsk am 1. Oktober. Fast gleichzeitig erreichte die finnische 1. Division die vordere Front und besetzte die Stadt am folgenden Tag. Während sich die meisten finnischen Truppen auf die Eroberung von Petrosawodsk konzentriert hatten, waren Elemente der finnischen 7. Division entlang der Küste des Onega-Sees bis zur Mündung des Swir vorgedrungen. Versuche, den Fluss am 6. Oktober zu überqueren, scheiterten zunächst. Die finnische 5. Division nahm Positionen am Nordufer des Swir ein, die bis zur Flussmündung reichten, während die finnische 17. Division den südlichen Brückenkopf besetzte. Der finnische Brückenkopf südlich des Swir zwischen Swirstroi und Wosnessenje wurde auf 100 km Breite und 20 km Tiefe erweitert; hier etablierte sich die sogenannte Aunus-Front.
Die Eroberung von Medweschjegorsk (Karhumäki) war das Ziel für den nächsten finnischen Angriff. Die dafür angesetzten Truppen bestanden aus der 4. Division, der Kampfgruppe Oinonen sowie der vom Karelischen Isthmus als Verstärkung herangeführten 8. Division. Die sowjetische Verteidigung gegenüber bestand aus der 37., 71. und 313. Schützendivision. Die Finnen rückten auf zwei Wegen vor: einer größeren Gruppe, die der Straße von Petrosawodsk nach Medweschjegorsk folgte; und eine kleinere Gruppe entlang der Straße von Porososero (Porajärvi) zum Segosero-See nach Padany (Paatene). Mit der Besetzung von Padany stellten die finnischen Einheiten die Verbindung zur finnischen 14. Division her, die zuvor Rugozero (Rukajärvi) erreicht hatte. Medweschjegorsk wurde am 5. Dezember erobert und bereits am folgenden Tag erreichten die Finnen Powenez, wo der Vormarsch auf Befehl Mannerheims eingestellt wurde.
Die deutsche Heeresgruppe Nord plante, im Oktober 1941 von Süden her aus dem Raum Leningrad in Richtung des Flusses Swir vorzudringen. In der Tichwiner Operation waren die deutschen Truppen jedoch durch sowjetische Gegenangriffe gezwungen, sich auf den Fluss Wolchow zurückzuziehen. Die sowjetischen Streitkräfte versuchten im Oktober und Dezember 1941 wiederholt, die Finnen von ihrem Brückenkopf südlich des Swir zu vertreiben, wurden jedoch zurückgeschlagen.